# Lev Bruni
Lev Alexandrovitch Bruni (Лев Александрович Бруни), né le 8 juillet 1894 (20 juillet dans le calendrier grégorien) au village d'Alexeïvka, du gouvernement de Novgorod, et mort le 26 février 1948 à Moscou, est un peintre et illustrateur russe et soviétique d'avant-garde. Il est aussi l'auteur de contre-reliefs dans le genre du constructivisme.

## Biographie
Il souffre dans sa petite enfance en 1896-1897 d'une violente méningite qui lui laisse un fort strabisme et il est frappé de la scarlatine, alors qu'il est écolier, ce qui lui provoque une surdité partielle.
Il reçoit ses premières leçons de son grand-père, l'architecte Alexandre Bruni. D'après V.A. Milachevski qui l'a connu comme ami, c'était un « enfant prodige typique ». En 1903-1908, il étudie à l'institut Tenichev de Saint-Pétersbourg; mais il ne va pas jusqu'au bout à cause de sa santé et c'est son beau-père, Sergueï Issakov, qui l'enseigne à demeure. Il se passionne pour la peinture dès l'âge de quatorze ans. Il étudie en tant qu'auditeur libre à l'Académie des arts et travaille à l'atelier de Jan Ciągliński et celui de François Roubaud (1910-1911), à celui spécialisé dans l'art des batailles de Nikolaï Samokich (1913-1916). Il passe l'année scolaire 1912-1913 à Paris où il est élève à l'Académie Julian et travaille auprès de Jean-Paul Laurens.
Il passe l'été 1913 d'abord à Pskov, puis jusqu'en septembre à Koktebel en Crimée où il fait la connaissance du cercle des artistes de Volochine, dont Constantin Kandaourov, Constantin Bogaïevski et Ioulia Obolenska, ainsi que la poétesse Marina Tsvetaïeva et son mari Sergueï Efron. Dès 1914, il travaille comme illustrateur de presse avec Piotr Mitouritch pour les revues La Voix de la vie («Голос жизни»), pour Sommets («Вершины») et pour La Nouvelle Revue pour tous ( «Новый журнал для всех», dont la section d'art est dirigée par son beau-père Issakov); il est l'auteur des couvertures de cette revue n° 11 et n° 12 de l'année 1914. Il publie un article sur Nathan Altmann (n° 4, 1915).
Il illustre sous l'influence de Constantin Balmont le poème de Chota Roustavéli, Le Chevalier à la peau de panthère; deux aquarelles : La Complainte de Tariel et Le Combat d'Avtandil, après avoir été exposées à Mir Iskousstva (Pétrograd, 1915), lui apportent la notoriété et son premier succès commercial. Elles sont achetées par un prince géorgien. Il expose aussi une grande aquarelle représentant le portrait de Balmont, (Portrait bleu).
À partir de l'été 1915, il demeure quelques mois dans les montagnes de Khevsourétie, en Géorgie, où il dessine sa série de dessins Souvenirs de Khevsourétie, qu'il dédie à son ami, le poète Mikhaïl Zenkevitch. Huit de ses dessins sont exposés en 1915 pour Mir Iskousstva. Il fait partie de l'Union de la jeunesse avant la Révolution.
Au début des années 1920, il déménage à Moscou avec sa famille à l'invitation de Vladimir Favorski. Il dirige l'atelier graphique, puis l'atelier d'art monumental des Vkhoutemas.
Il meurt du lymphome de Hodgkin. Il est enterré au cimetière Danilovskoïé de Moscou (4e div.).

### Famille
- Père : Alexandre Alexandrovitch Bruni, académicien d'architecture (1891), fils de l'académicien d'architecture Alexandre Bruni (1825-1915) d'ascendance tessinoise; petit-neveu de l'académicien de peinture Fiodor Bruni (1799-1875).

- Mère : Anna Alexandrovna Sokolova (morte le 30 octobre 1948), fille de l'académicien de peinture Alexandre Sokolov (1829-1913) et d'Anastasia Mikhaïlovna Zagriajskaïa; petite-fille de l'académicien de peinture Piotr Sokolov, petite-nièce du peintre Karl Brioullov. Après son divorce avec Alexandre Bruni, elle se marie avec Sergueï Constantinovitch Issakov (ils se séparent en 1916/1917).
- Frère : Nikolaï Bruni (1891-1938), peintre, musicien, poète, prosaïste, aviateur, puis prêtre.

- Épouse (depuis le 23 mai 1919) : Nina Constantinovna Balmont (1901-1989), fille du poète Constantin Balmont (1867-1942) et d'Ekaterina Alexeïevna née Andreïeva (1868-1952).

Sept enfants :
- Ivan (1920-1995), peintre, combattant de la Grande Guerre patriotique, blessé en 1941 à la bataille de Smolensk; entre à l'Académie des arts de la RSS de Lettonie en 1945; marié en 1948 avec Nina Rechtchikova;
- Nina (1922);
- Lavrenti (1924)[3], blessé sur le front pendant la Grande Guerre patriotique, meurt en 1943[4];
- Andreï (1929-1931);
- Vassili (1935-2014);
- Mariana (1940);

## Œuvres
Ses œuvres se trouvent dans les collections suivantes :
Galerie Tretiakov
- Nastia (1915)
- le Kangourou (1926-1927)
- Sandre à la rivière (1937)

Musée Russe
- L'Arc-en-ciel

Publications choisies :
- L.A. Bruni, Наши тропики : Издание для детей младш. возраста, Moscou, Oguiz, Jeune Garde, 1931, p. 24
- L.A. Bruni, Раскраска-цифры : Для дошкольного возраста, Léningrad, éd. Radouga, 1928

Livres illustrés
- Nikolaï Bogdanov, Осиное гнездо, ill. L.A. Bruni, Moscou, éd. Jeune Garde, 1925
- Rudyard Kipling, Сказки, ill. L.A. Bruni, V. Lebedev, V. Koudrov, E. Krimmer, A. Pakhomov, E. Ebenbach; traduit de l'anglais par Korneï Tchoukovski, Moscou, éd. Jeune Garde, 1933
- Ondra Lyssogroski, Песни о солнце и земле (1931-1943), ill. L.A. Bruni, éd. Goslitizdat, 1945
- Ossip Mandelstam, Стихотворения, ill. L.A. Bruni, Moscou, éd. Eksmo, 2009,  (ISBN 978-5-699-18361-6)
- G. Nizami, Лирика, ill. L.A. Bruni, Moscou, éd. Goslitizdat, 1947; rééd. 1960
- O.V. Perovskaïa, Ребята и зверята : Рассказы, ill. L.A. Bruni, Moscou, éd. Gos. izd., 1928; rééd. 1931, 1933
- Miguel de Cervantes, Остроумно изобретательный идальго Дон Кихот Ламанческий, ill. M.V. Watson et L.A. Bruni, Moscou, éd. Krasnaïa nov, 1924